# 巴斯科夫鄉
44°54′N 24°49′E / 44.900°N 24.817°E
巴斯科夫鄉是羅馬尼亞的鄉份，位於該國中南部，由阿爾傑什縣負責管轄，面積56平方公里，海拔高度423米，2009年人口9,523，人口密度每平方公里170人。